# Cayetano Ré
Cayetano Ré Ramirez (Asunción, 7 febbraio 1938 – Elche, 26 novembre 2013) è stato un allenatore di calcio e calciatore paraguaiano, di ruolo attaccante.

## Carriera

### Giocatore

#### Club
Trascorre gran parte della carriera professionistica in Spagna, dal 1959 al 1971, giocando per undici stagioni con squadre della Primera División: Elche, Barcellona ed Espanyol. Si distingue soprattutto nel Barcellona, club in cui visse le sue annate migliori come goleador. Nella stagione 1964-1965 vinse il titolo di Pichichi realizzando 26 gol.

#### Nazionale
In Nazionale ha collezionato 25 presenze, partecipando ai Mondiali del 1958 in Svezia, realizzando una rete nella vittoria contro la Scozia.

### Allenatore
Come allenatore fu commissario tecnico del Paraguay anche in occasione dei Mondiali del 1986 e guidò, tra gli altri club, Olimpia Asunción e Deportivo Temuco.

## Palmarès

### Club

#### Competizioni nazionali
- Campionato paraguaiano: 1

Cerro Porteño: 1954
- Coppa di Spagna: 1

Barcellona: 1962-1963

#### Competizioni internazionali
- Coppa delle Fiere: 1

Barcellona: 1965-1966

### Individuale
- Pichichi: 1

1964-1965 (26 gol)